# Аборты в Бутане
Аборт в Бутане разрешён только в том случае, если беременность является результатом изнасилования, инцеста, для сохранения психического здоровья женщины или для спасения её жизни. Несмотря на это, в отчёте Организации Объединённых Наций об абортах отмечается, что точный статус закона об абортах в стране неясен: «Поскольку государственной религией Бутана является буддизм, который не одобряет аборты, вполне вероятно, что эта процедура разрешена только для спасения жизни беременной женщины».

## Влияние
Поскольку женщинам в Бутане трудно сделать аборт, они часто пересекают границу с Индией, где делают аборт в небезопасных условиях. Опасность и связанные с этим смертельные случаи побудили многих людей настаивать на легализации и декриминализации абортов для бутанских женщин.